# Ramiro Funes Mori
Ramiro José Funes Mori, né le 5 mars 1991 à Mendoza, est un footballeur international argentin qui évolue au poste de défenseur au Estudiantes LP.
Il est le frère jumeau du Mexicain Rogelio Funes Mori, attaquant de Pumas UNAM.

## Biographie

### En club

#### River Plate
Formé à River Plate, il prend part à son premier match en professionnel en 2012. En 2015, River Plate remporte la Copa Libertadores après avoir battu le Tigres UANL (3-0). Funes Mori se distingue en inscrivant le troisième but des Argentins.

#### Everton FC
Le 1er septembre 2015, Funes Mori s'engage pour cinq ans avec le club anglais d'Everton FC. Le 12 septembre suivant, il participe à sa première rencontre sous le maillot des Toffees contre Chelsea en Premier League (victoire 3-1). Il inscrit son premier but avec Everton lors d'un match de championnat face à l'AFC Bournemouth (3-3). Funes Mori marque quatre autres buts lors de sa première saison avec Everton durant laquelle il prend part à trente-sept matchs toutes compétitions confondues.
Régulièrement titularisé la saison suivante, Ramiro Funes Mori se blesse au genou lors d'un match avec la sélection argentine le 28 mars 2017. Le club annonce alors que le défenseur souffre d'une déchirure au ménisque du genou, ce qui met un terme à sa saison. Everton publie un nouveau communiqué en juillet 2017 expliquant que le défenseur argentin a de nouveau été opéré et que sa durée de réhabilitation est de minimum six à neuf mois.
Funes Mori fait son retour sur les terrains le 14 avril 2018 contre Swansea City (1-1), douze mois et demi après sa blessure. Il prend part à trois autres matchs de Premier League lors de la fin de la saison 2017-2018. 

#### Villarreal CF
Le 21 juin 2018, il signe un contrat de quatre ans avec le Villarreal CF.
Il remporte la Ligue Europa en 2021 mais ne rentre pas en jeu en finale face à Manchester United.

#### Retour à River Plate
Il fait son retour à River Plate après la fin de saison de Liga MX 2023.

### En sélection
Le 28 mars 2015, Ramiro Funes Mori honore sa première sélection avec l'équipe d'Argentine lors d'un match amical face au Salvador (victoire 0-2). Régulièrement titularisé par le sélectionneur Gerardo Martino, il participe à l'intégralité de la campagne de l'Albiceleste lors de la Copa América 2016 jusqu'à la finale perdue face au Chili à l'issue de la séance des tirs au but. Il conserve sa place de titulaire au sein de la défense centrale à la suite de l'arrivée du nouveau sélectionneur Edgardo Bauza et inscrit son premier but avec l'Argentine le 6 octobre 2016 à l'occasion du match comptant pour les éliminatoires de la Coupe du monde 2018 face au Pérou (2-2).
Nommé dans la liste provisoire de trente-cinq joueurs susceptibles de participer à la Coupe du monde 2018, Funes Mori n'est finalement pas sélectionné dans le groupe final par Jorge Sampaoli.

## Statistiques en sélection

### En club
| Saison                | Club                  | Championnat           | Championnat | Championnat | Championnat | Coupe nationale | Coupe nationale | Coupe nationale | Coupe de la Ligue | Coupe de la Ligue | Coupe de la Ligue | Supercoupe | Supercoupe | Supercoupe | Compétition(s) continentale(s) | Compétition(s) continentale(s) | Compétition(s) continentale(s) | Compétition(s) continentale(s) | Total | Total | Total |
| Saison                | Club                  | Division              | M.          | B.          | P.d.        | M.              | B.              | P.d.            | M.                | B.                | P.d.              | M.         | B.         | P.d.       | Comp.                          | M.                             | B.                             | P.d.                           | M.    | B.    | P.d.  |
| 2011-2012             | River Plate           | Primera B Nacional    | 21          | 2           | 0           | 3               | 0               | 0               | -                 | -                 | -                 | -          | -          | -          | -                              | -                              | -                              | -                              | 24    | 2     | 0     |
| 2012-2013             | River Plate           | Primera División      | 10          | 0           | 0           | -               | -               | -               | -                 | -                 | -                 | -          | -          | -          | -                              | 9                              | 0                              | 1                              | 19    | 0     | 1     |
| 2013-2014             | River Plate           | Primera División      | 19          | 1           | 0           | -               | -               | -               | -                 | -                 | -                 | -          | -          | -          | CS                             | 1                              | 0                              | 0                              | 20    | 1     | 0     |
| 2014                  | River Plate           | Primera División      | 17          | 2           | 0           | 2               | 0               | 0               | -                 | -                 | -                 | -          | -          | -          | CS                             | 10                             | 1                              | 2                              | 29    | 3     | 2     |
| 2015                  | River Plate           | Primera División      | 11          | 2           | 0           | 1               | 1               | 0               | -                 | -                 | -                 | 1          | 0          | 0          | CS+RS                          | 13+2                           | 1+0                            | 0+0                            | 28    | 4     | 0     |
| Sous-total            | Sous-total            | Sous-total            | 78          | 7           | 0           | 6               | 1               | 0               | -                 | -                 | -                 | 1          | 0          | 0          | -                              | 35                             | 2                              | 3                              | 120   | 10    | 3     |
| 2015-2016             | Everton               | Premier League        | 28          | 4           | 1           | 4               | 0               | 0               | 5                 | 1                 | 1                 | -          | -          | -          | -                              | -                              | -                              | -                              | 37    | 5     | 2     |
| 2016-2017             | Everton               | Premier League        | 23          | 0           | 1           | 1               | 0               | 0               | 2                 | 0                 | 0                 | -          | -          | -          | -                              | -                              | -                              | -                              | 26    | 0     | 1     |
| 2017-2018             | Everton               | Premier League        | 4           | 0           | 0           | -               | -               | -               | -                 | -                 | -                 | -          | -          | -          | -                              | -                              | -                              | -                              | 4     | 0     | 0     |
| Sous-total            | Sous-total            | Sous-total            | 55          | 4           | 2           | 5               | 0               | 0               | 7                 | 1                 | 1                 | -          | -          | -          | -                              | -                              | -                              | -                              | 67    | 5     | 3     |
| 2018-2019             | Villarreal CF         | Liga                  | 31          | 2           | 1           | 1               | 0               | 0               | -                 | -                 | -                 | -          | -          | -          | EL                             | 10                             | 0                              | 1                              | 42    | 2     | 2     |
| 2019-2020             | Villarreal CF         | Liga                  | 7           | 0           | 0           | 5               | 1               | 0               | -                 | -                 | -                 | -          | -          | -          | -                              | -                              | -                              | -                              | 12    | 1     | 0     |
| 2020-2021             | Villarreal CF         | Liga                  | 10          | 0           | 0           | 4               | 0               | 0               | -                 | -                 | -                 | -          | -          | -          | EL                             | 6                              | 0                              | 0                              | 20    | 0     | 0     |
| Sous-total            | Sous-total            | Sous-total            | 48          | 2           | 1           | 10              | 0               | 1               | -                 | -                 | -                 | -          | -          | -          | -                              | 16                             | 0                              | 1                              | 74    | 2     | 3     |
| 2021-2022             | Al-Nassr              | SPL                   | 21          | 0           | 0           | 2               | 0               | 0               | -                 | -                 | -                 | -          | -          | -          | -                              | -                              | -                              | -                              | 23    | 0     | 0     |
| Sous-total            | Sous-total            | Sous-total            | 21          | 0           | 0           | 2               | 0               | 0               | -                 | -                 | -                 | -          | -          | -          | -                              | -                              | -                              | -                              | 23    | 0     | 0     |
| 2022-2023             | Cruz Azul             | Ouv. + Clo.           | 8+17        | 1+0         | 0           | -               | -               | -               | -                 | -                 | -                 | -          | -          | -          | -                              | -                              | -                              | -                              | 25    | 1     | 0     |
| Sous-total            | Sous-total            | Sous-total            | 25          | 1           | 0           | -               | -               | -               | -                 | -                 | -                 | -          | -          | -          | -                              | -                              | -                              | -                              | 25    | 1     | 0     |
| 2023                  | River Plate           | Primera División      | -           | -           | -           | -               | -               | -               | 11                | 0                 | 0                 | 1          | 0          | 0          | -                              | -                              | -                              | -                              | 12    | 0     | 0     |
| Sous-total            | Sous-total            | Sous-total            | -           | -           | -           | -               | -               | -               | 11                | 0                 | 0                 | 1          | 0          | 0          | -                              | -                              | -                              | -                              | 12    | 0     | 0     |
| Total sur la carrière | Total sur la carrière | Total sur la carrière | 228         | 14          | 3           | 23              | 1               | 1               | 18                | 1                 | 1                 | 2          | 0          | 0          | -                              | 51                             | 2                              | 4                              | 322   | 18    | 9     |

### En sélection
| Saison                | Sélection             | Phases finales        | Phases finales | Phases finales | Phases finales | Éliminatoires | Éliminatoires | Éliminatoires | Matches amicaux | Matches amicaux | Matches amicaux | Total | Total | Total |
| Saison                | Sélection             | Compétition           | M              | B              | Pd             | M             | B             | Pd            | M               | B               | Pd              | M     | B     | Pd    |
| --------------------- | --------------------- | --------------------- | -------------- | -------------- | -------------- | ------------- | ------------- | ------------- | --------------- | --------------- | --------------- | ----- | ----- | ----- |
| 2014-2015             | Argentine             | Copa América 2015     | -              | -              | -              | -             | -             | -             | 1               | 0               | 0               | 1     | 0     | 0     |
| 2015-2016             | Argentine             | Copa América 2016     | 6              | 0              | 0              | 4             | 0             | 0             | 2               | 0               | 0               | 12    | 0     | 0     |
| 2016-2017             | Argentine             | -                     | -              | -              | -              | 6             | 1             | 0             | -               | -               | -               | 6     | 1     | 0     |
| 2018-2019             | Argentine             | Copa América 2019     | 1              | 0              | 0              | -             | -             | -             | 6               | 1               | 1               | 7     | 1     | 1     |
| Total sur la carrière | Total sur la carrière | Total sur la carrière | 7              | 0              | 0              | 10            | 1             | 0             | 9               | 1               | 1               | 26    | 2     | 1     |

#### Buts internationaux
| 0 | Date             | Lieu                                           | Adversaire | Score | Résultat | Compétition                 |
| - | ---------------- | ---------------------------------------------- | ---------- | ----- | -------- | --------------------------- |
| 1 | 7 octobre 2016   | Estadio Nacional, Lima, Pérou                  | Pérou      | 0-1   | 2-2      | Match amical                |
| 2 | 17 novembre 2018 | Stade Mario Alberto Kempes, Córdoba, Argentine | Mexique    | 1-0   | 2-0      | Qualif CDM 2018 zone Am.Sud |

## Palmarès

### En club
- River Plate
  - Vainqueur du tournoi final du Championnat d'Argentine en 2014
  - Vainqueur de la Copa Sudamericana en 2014
  - Vainqueur de la Recopa Sudamericana en 2015
  - Vainqueur de la Copa Libertadores en 2015
  - Vainqueur de la Coupe Suruga Bank en 2015

- Villarreal CF
  - Vainqueur de la Ligue Europa en 2021.

### En sélection
- Finaliste de la Copa América en 2016.